# Cin&Cin
Cin&Cin – polska marka win musujących, stołowych oraz wermutu, produkowana przez firmę Ambra na bazie wina włoskiego.

## Katalog produktów

### Wina musujące
- Prosecco – białe, musujące, wytrawne
- Secco Azzurro – białe, musujące, półwytrawne
- Secco Rose – różowe, musujące, półwytrawne
- Bianco Semi Dolce – białe, musujące, słodkie
- Rosso – czerwone, musujące, półsłodkie

### Wermuty
- Bianco – białe, słodkie
- Rosso – czerwone, słodkie
- Fresh Bitter Orange – białe, słodkie
- Fresh Pomegranate – czerwone, słodkie
- Lemoncini – białe, słodke

### Wina stołowe
- Bianco – białe, słodkie
- Rose – różowe, słodkie
- Rosso – czerwone, słodkie

## Patrz też
- Ciociosan